# Karo Khachatryan
Karo Khachatryan (geboren in Armenien) ist ein armenischer Opernsänger (Tenor).

## Leben
Karo Khachatryan studierte von 2004 bis 2010 an der Musikhochschule in Jerewan bei R. Hakobyanz und schloss sein Studium mit dem Bachelor ab. Im Jahr 2012 begann er ein Masterstudium für Bühnengesang an der Hochschule für Musik und Theater Rostock. Er war seit 2013 Stipendiat der Horst-Rahe-Stiftung.
Khachatrya war im Jahr 2004 Solist im Opernstudio in Jerewan und 2005 an der Armenischen Staatsoper. Er erhielt Engagements für Idomeneo 2013 in Bukarest, Joseph Haydns Requiem in c-Moll in Kiel 2014, Schuberts Es-Dur Messe in Rostock 2015, Dvořáks Stabat Mater in der Berliner Philharmonie 2015 und das Manon-Projekt in Luxemburg mit dem Kammerensemble Klassik der Deutschen Oper Berlin im selben Jahr. 2016 gab er den Max im Freischütz bei den Wernigeröder Schlossfestspielen.
Im Jahr 2016 debütierte er in der Rolle des Don José in Carmen am Theater Vorpommern, wo er seit der Spielzeit 2016/17 zum festen Ensemble gehört. Er wirkte dort mit als Riccardo in Ein Maskenball und als Walther von der Vogelweide in Tannhäuser und der Sängerkrieg auf Wartburg.

## Auszeichnungen und Preise
- 2012 Preisträger beim „Maritim Wettbewerb“ im Maritim Seehotel Timmendorfer Strand[1][2]
- 2013 Preisträger beim internationalen Wettbewerb „Kammeroper Schloss Rheinsberg“
- 2014 Preisträger beim internationalen Wettbewerb „Kammeroper Schloss Rheinsberg“